# 飛天大聖
飛天大聖，又稱張聖者，為中國大陸閩南地區、臺灣、東南亞華人奉祀的醫神。姓張，本名不詳，北宋安溪人。常作為保生大帝從神，亦是同安的鄉土神。祖廟為位在廈門市海滄區的玉真法院。

## 生平
張聖者生於北宋太平興國年間，泉州府安溪縣大坪村。曾任同安縣主簿，故又被稱之為張主簿。任官時吳真人在泉漳一帶行醫濟世，張聖者深受眞人感化，遂與同安知縣江仙官棄官隨從醫，一同追隨保生大帝。仁宗明道二年(1033年)，漳、泉一帶瘴瘟流行，百姓饑饉餓殍載道，吳真人與張聖者等，設法自遠方運來糧食濟助，救活百姓不可勝計，百姓因而以救世恩公尊敬之。為了採集草藥和救濟民眾，學會了「三五飛步之術」。吳真人羽化後，長居於海滄石囷社與雍厝社，後於青礁雍厝羽化。

## 信仰
張聖者羽化後，被居民感念其德，於石囷社由解元李森捨地，進士林淑庵創建「玉真法院」膜拜，並稱其為飛天大聖。廟有原三殿，前殿已毀，中殿為正殿奉祀張聖者與吳真人。玉真法院每年農曆九月初一日、一月初八最熱鬧，九月初一日為「飛天大聖」誕辰，一月初八日則要到青礁慈濟宮割火。